# Список эпизодов телесериала «Убийство на пляже»
Список серий британского детективного телесериала «Убийство на пляже» (англ. Broadchurch), созданного Крисом Чибнеллом, с Дэвидом Теннантом и Оливией Колман в главных ролях.

## Обзор сезонов
| Сезон | Сезон | Эпизоды | Оригинальная дата выхода | Оригинальная дата выхода |
| Сезон | Сезон | Эпизоды | Премьера сезона          | Финал сезона             |
| ----- | ----- | ------- | ------------------------ | ------------------------ |
|       | 1     | 8       | 4 марта 2013             | 22 апреля 2013           |
|       | 2     | 8       | 5 января 2015            | 23 февраля 2015          |
|       | 3     | 8       | 27 февраля 2017          | 17 апреля 2017           |

## Список серий

### Сезон 1 (2013)
| № общий | № в сезоне | Название    | Режиссёр      | Автор сценария            | Дата премьеры  | Зрители в Великобритании (млн) |
| --- | ---------- | ----------- | ------------- | ------------------------- | -------------- | ------------------------------ |
| 1 | 1          | «Episode 1» | Джеймс Стронг | Крис Чибнелл              | 4 марта 2013   | 9.07                           |
| Элли Миллер, вернувшаяся на работу после небольшого перерыва, расстроена, когда суперинтендант Дженкинсон нанимает Алека Харди на место детектива, обещанное ей. Первым случаем, расследуемым Харди, является слив топлива из бака трактора у местного фермера. Одиннадцатилетний мальчик Дэнни Латимер пропадает, и его тело находят у основания скалы на местном пляже. Бет Латимер (мать Дэнни) видит тело сына на пляже. Криминалист говорит, что пляж - не место убийства, это подстроено, чтобы выглядеть как несчастный случай, а патологоанатом сообщает, что Дэнни был задушен. Алек и Элли (они работают над делом вместе) раскрывают причину смерти Дэнни его родителям, и Марк Латимер (отец) опознаёт тело сына. Племянник Элли, амбициозный молодой репортёр Олли Стивенс узнаёт о насильственном характере смерти у Элли, и пишет в Twitter, нарушая покой Латимеров. Элли принимает на себя вину за действия Олли. Дженкинсон говорит Харди, что если он хочет, то может выйти из дела, но он этого не делает. Карен Уайт, репортёр национальной газеты The Daily Herald, прибывает в город без разрешения редактора, чтобы попытаться получить эксклюзивную информацию о смерти мальчика. Бет посещает место преступления с Элли, и Элли выражает своё горе мужу, Джо Миллеру. Элли и Джо рассказывают своему сыну, Тому, о смерти его друга Дэнни. Том тайно стирает переписку с Дэнни с телефона и компьютера. Камера видеонаблюдения показывает, как Дэнни едет на скейтборде вниз по улице в ночь его убийства. Элли отмечает, что смартфон Дэнни и скейтборд не были найдены на месте преступления. На пресс-конференции в местной школе, Харди просит общественность помочь в раскрытии преступления, и обещает найти убийцу. |            |             |               |                           |                |                                |
| 2 | 2          | «Episode 2» | Джеймс Стронг | Крис Чибнелл              | 11 марта 2013  | 9.01                           |
| Расследование смерти Дэнни принимает неожиданный поворот, когда Марк становится подозреваемым, предоставляя явно ложное алиби. У Бет случается истерика на парковке супермаркета, и она рассказывает подбежавшему на помощь преподобному Полу Коутсу, что она беременна. Коутс считает своим долгом попытаться успокоить сообщество. Элли и Харди проявляют разногласия по поводу отказа Элли не доверять всем в городе. Телефонист Стив Коннелли удивляет Харди и Элли, заявив, что имеет информацию о смерти Дэнни, но выясняется, что эта информация от его «духовного наставника», который время от времени сообщает ему, медиуму, отрывочную информацию от умерших. Харди разгневан, он прогоняет Коннели. Полиция находит кокаин в спальне Хлои (сестры убитого Дэнни) и 500 фунтов стерлингов под кроватью Дэнни. Попытавшись отвести подозрения от своего бойфренда, Дина Томаса, Хлоя сообщает Элли, что владелица отеля Бекка Фишер занимается распространением наркотиков. В одном из эпизодов зрители видят, что скейтборд Дэнни лежит в шкафу Сюзан Райт, консьержа, живущей со своей собакой в трейлере недалеко от пляжа. Владелец газетного киоска, в котором работал (развозил почту на велосипеде) Дэнни, Джек Маршалл, говорит, что видел, как Дэнни спорил с почтальоном несколько недель назад, но почтальон отрицает это. |            |             |               |                           |                |                                |
| 3 | 3          | «Episode 3» | Эвр Лин       | Крис Чибнелл              | 18 марта 2013  | 9.65                           |
| Марк снова допрошен полицией. Харди и Элли нашли кровь на рыбацкой лодке Марка, и отпечатки пальцев Марка на раковине в летнем домике в паре километров от места, где был найден труп: скорее всего, это и есть место преступления, а тело было перевезено на пляж позже. Марк утверждает, что он ремонтировал трубу, но консьерж Сьюзан, которой владелец домика оставлял ключи, отрицает, что Марк делал ремонт. Найджел Картер, напарник и ученик Марка, пытается поддержать его алиби, уверяя, что они провели вечер вместе - гуляли, выпили в баре и т.д., но его усилия не увенчались успехом. Стив Коннелли убеждает Бет, что получил сообщение от Дэнни: Дэнни был убит в лодке кем-то, близким к семье. Харди серьёзно болен. Хлоя просит Бекку помочь освободить отца, Марка. Бекка рассказывает полиции, что Марк занимался с ней сексом в ночь смерти Дэнни (поэтому Марк придумывал не подтверждающиеся версии алиби), и Марка освобождают. Когда Марк отказывается сказать Бет, где он был в ночь смерти Дэнни, она обвиняет его в убийстве своего сына. Марк встречается с Беккой на улице; Бет следует за ним и видит их поцелуй. Карен (репортёр) проливает свет на прошлое Харди: он оказался в Бродчёрче из-за неудачи в соседнем городе Сандбруке. Ночью в море обнаруживают горящую лодку. |            |             |               |                           |                |                                |
| 4 | 4          | «Episode 4» | Эвр Лин       | Крис Чибнелл              | 25 марта 2013  | 9.42                           |
| Олли узнает, что Джек Маршал был заключён в тюрьму за секс с несовершеннолетним, прежде чем он переехал в Бродчёрч. Полиция проводит открытое заседание, чтобы обсудить дело. Карен говорит Латимерам, что внимание национальной прессы помогут делу, и они согласны дать интервью и помочь ей написать репортаж. Олли показывает информацию о Джеке в полицию. Сьюзан говорит Найджелу о общем деле, а он разгневанно советует ей держаться подальше. Харди и Элли расспрашивают Джека о его прошлом. Редактор "Эхо Бродчёрча" Мэгги обнаруживает, что Сьюзан на фото в старой газете названа Элейн Джонс; при встрече Сьюзен угрожает Мэгги, говоря, что знает человека, который может её изнасиловать. Харди и Элли раскрыть, что "медиум" Стив является осуждённым преступником, и Латимеры теряют к нему доверия. Харди и Элли расспрашивают преподобного Коутса, который также преподавал в школе (в т.ч. Дэнни и Тому) информатику, и выясняют, что он не имеет алиби. Олли публично заявляет о педофилии Джека. После приятного ужина с Элли и Джо Харди возвращается в отель и теряет сознание в ванной комнате, в падении ударяясь головой о кафель. Хозяйка отеля Бекка везёт его в больницу, утром Харди приходит в себя, и, несмотря на запрет врачей, возвращается к работе по делу. Возникшая в СМИ шумиха вторгается в частную жизнь Латимеров. Проходит панихида. Джек приезжает домой к Латимерам с сотовым телефоном Дэнни, якобы найденным на дне сумки, в которой Дэнни развозил газеты, и пытается убедить всех, что он не убийца. |            |             |               |                           |                |                                |
| 5 | 5          | «Episode 5» | Эвр Лин       | Крис Чибнелл              | 1 апреля 2013  | 8.81                           |
| Бет ставит Марка и затем Бекку перед тем фактом, что она знает о супружеской измене Марка. По предложению Карен, Олли пишет новость о прошлом Джека в The Daily Herald. Марк подтверждает, что сотовый принадлежит Дэнни, но Элли говорит, что у Дэнни также был смартфон, который до сих пор не найден. Люси Стивенс, сестра Элли, просит денег в обмен на некую информацию об убийстве Дэнни, но Элли отказывается дать ей деньги. Олли и Карен занимаются сексом. Джек подвергается преследованию после публикации о его судимости в газете, но его ненависть к полиции мешает ему помочь Харди и Элли очистить своё имя. Дин говорит Хлое, как Джек обнимал и трогал его и других мальчиков из "Морской бригады". Преследование Джека увеличивается. Сьюзен в магазине общается с сыном Элли, Томом. Найджел пытается подкупить Сьюзен, требуя покинуть город, но она отказывается взять деньги. Толпа нападает на Джека, но Марк останавливает их. Джек говорит ему, что несовершеннолетним был не мальчик, а девушка, которой было 15 лет и 11 месяцев. Они поженились, когда он вышел из тюрьмы, у них родился сын, умерший в возрасте шести лет в автомобильной аварии, вызванной женой Джека. Джек скучает по маленькому сыну и невольно видит его в ребятах из "Морской бригады". Марк советует Джеку покинуть Бродчёрч. Олли сообщает, что лодка его семьи отсутствует. Автомобиль Джека ночью подвергается вандализму, и Джек совершает самоубийство недалеко от места, где было найдено тело Дэнни. |            |             |               |                           |                |                                |
| 6 | 6          | «Episode 6» | Джеймс Стронг | Луиза Фокс & Крис Чибнелл | 8 апреля 2013  | 8.95                           |
| Ввиду того, что дело продвигается медленно, а бюджет полиции ограничен, Дженкинсон урезает финансирование расследования убийства. Бет просит Карен организовать встречу с одним из родителей, потерявших ребёнка, которые бы могла поделиться опытом того, как преодолеть своё горе. Том сердито говорит удивленной Хлое, что он не был лучшим другом Дэнни, и вообще ненавидел его. Харди обнаруживает, что преподобный Коутс является выздоравливающим алкоголиком. Волосы и краска со скейтборда Дэнни найдены в сгоревшей лодке. Олли предоставляет список тех, кто недавно использовал лодку, и Харди говорит Коутсу, что знает о его алкогольном прошлом и нападении на ребенка. Бет встречает Кейт, мать одной из убитых девушек из соседнего Сандбрука. Бет узнает об отношениях Хлои с Дином. Преподобный Коутс предоставляет образец ДНК в полицию, обвиняя Харди в тотальном подозрении и отсутствии веры в человечество. Мэгги узнает правду о Сьюзен. Сьюзан встречает Тома и дает ему скейтборд Дэнни, говоря, что взяла его, чтобы его не украли. Элли, увидев скейтборд, арестовывает Сьюзен. Найджел крадёт собаку Сьюзен. Преподобный Коутс видит Тома, разбивающего камнем свой ноутбук. Звонок в полицию из летнего дома приводит туда Харди и Элли; неизвестный бросается бежать, во время погони у Харди от напряжения случается сердечный приступ, а Элли остаётся рядом оказывать первую помощь, в результате чего беглецу удаётся скрыться. |            |             |               |                           |                |                                |
| 7 | 7          | «Episode 7» | Джеймс Стронг | Крис Чибнелл              | 15 апреля 2013 | 9.56                           |
| Харди отказывается от госпитализации и продолжает расследование, несмотря на предупреждения, что перенапряжение может привести к его смерти. Элли связывает Сьюзен с убийством Дэнни через четыре окурка, оставленных на месте преступления. Сьюзен утверждает, что она увидела тело Дэнни на пляже во время ночной прогулки, и рассказывает Элли историю своей жизни - Найджел на самом деле её сын, отнятый органами опеки, после того, как муж Сьюзан убил их дочь. Мэгги и Олли шантажируют Харди, требуя эксклюзивный материал, или они публично раскроют его проблемы со здоровьем. Бет и Марк беседуют с преподобным Коутсом, и спорят о том, стоит ли сохранить ребёнка (Бет беременна). Элли противостоит Сьюзен, которая утверждает, что видела убийцу: Найджел приплыл на лодке и подкинул тело и скейтборд на пляж. Найджел арестован. Сьюзан считает, что её ребенок убийца, как и его отец. Найджел говорит, что он украл фазанов в ночь смерти Дэнни, и признаёт, что порезал забор и слил топливо из трактора, чтобы подстроить ограбление (именно это дело становится первым для Алека в первой серии). Сьюзен и Найджел освобождены: Харди хочет проследить за ними и узнать, не скрывают ли они что-то. Харди узнает, что для того, чтобы сообщить о взломе летнего домика, был использован смартфон Дэнни. Преподобный Коутс говорит Харди, что Том и Дэнни не ладили, и отдаёт Харди разбитый ноутбук Тома. Харди на интервью с Мэгги и Олли признаётся, что его бывшая жена, работавшая вместе с ним, была ответственна за потерю важной улики, что привело к краху дела об убийстве в Сандбруке, а он взял на себя вину, чтобы защитить свою дочь-подростка. Найджел сбегает от полицейского надзора и угрожает Сьюзан, который покидает Бродчерч поздно ночью. На ужине Дин рассказывает потрясённым Латимерам, что он сопровождал Дэнни и Найджела в вечерних и ночных охотах; Найджел якобы сказал ему, что Марк знал об этих поездках. В летнем домике найдены следы десятого размера. Харди просит Элли проверить ноутбук Тома. |            |             |               |                           |                |                                |
| 8 | 8          | «Episode 8» | Джеймс Стронг | Крис Чибнелл              | 22 апреля 2013 | 10.47                          |
| Это последний день Харди на работе (по медицинским показаниям ему запрещают работать). Элли не может найти ноутбук Тома. Элли платит Люси 1000 фунтов, чтобы узнать, что Люси увидела человека, выбрасывающего пакет с мусором в ночь смерти Дэнни. Найджел найден и вновь арестован. Харди устраивает Тому при его отце Джо настоящий допрос о ноутбуке, и цитирует некоторые из писем, которыми Дэнни обменялись с Томом. С этого же имейла Дэнни писал письма ещё одному человеку. Смартфон Дэнни активируется, он запеленгован, что приводит Харди к убийце: Джо. Джо признается в убийстве: он убил Дэнни после того, как мальчик пригрозил разоблачить совместные встречи с Джо, когда Дэнни сидел у него на коленях, они обнимались, но ничего более; и Джо случайно в приступе ярости задушил мальчика. В воспоминаниях, зритель видит события 59 дней раньше, когда Джо убил Дэнни. Джо говорит, что он звонил из летнего домика, чтобы признаться Харди, но вместе с Харди приехала Элли, и, не желая признаться перед женой, Джо убежал. Харди сообщает об этом Элли; сначала с ней случается истерика, но потом она успокаивается и просит поговорить с Джо. В помещении для допроса она приходит в ярость, нападает на Джо, бьёт его ногами, прежде чем её останавливают и оттаскивают. Последствия признания Джо: Элли со своими детьми переезжает в отель; Харди работает с командой следователей и на пресс-конференции объявляет о поимке убийцы; и Харди рассказывает Латимерам о Джо. Марк просит знакомого полицейского пустить его поговорить с Джо через дверь камеры; несмотря на то, что это запрещено, его пускают на три минуты. Бет обвиняет Элли в сокрытии преступления мужа. Элли и Харди обсуждают психологические проблемы Джо. Семья Латимеров хоронит Дэнни. В ту ночь, траурная процессия вместе с Латимерами приходит зажечь поминальный костёр на месте, где было найдено тело Дэнни; внезапно вдоль пляжей и скал Дорсет, насколько хватает глаз, зажигаются аналогичные костры в память об убитом мальчике.          |            |             |               |                           |                |                                |

### Сезон 2 (2015)
| № общий | № в сезоне | Название    | Режиссёр          | Автор сценария | Дата премьеры   | Зрители в Великобритании (млн) |
| ------- | ---------- | ----------- | ----------------- | -------------- | --------------- | ------------------------------ |
| 9       | 1          | «Episode 1» | Джеймс Стронг     | Крис Чибнелл   | 5 января 2015   | 11.34                          |
| 10      | 2          | «Episode 2» | Джеймс Стронг     | Крис Чибнелл   | 12 января 2015  | 9.88                           |
| 11      | 3          | «Episode 3» | Джессика Хоббс    | Крис Чибнелл   | 19 января 2015  | 9.27                           |
| 12      | 4          | «Episode 4» | Джессика Хоббс    | Крис Чибнелл   | 26 января 2015  | 9.20                           |
| 13      | 5          | «Episode 5» | Джонатан Теплицки | Крис Чибнелл   | 2 февраля 2015  | 8.91                           |
| 14      | 6          | «Episode 6» | Джонатан Теплицки | Крис Чибнелл   | 9 февраля 2015  | 9.33                           |
| 15      | 7          | «Episode 7» | Майк Баркер       | Крис Чибнелл   | 16 февраля 2015 | 9.33                           |
| 16      | 8          | «Episode 8» | Майк Баркер       | Крис Чибнелл   | 23 февраля 2015 | 10.17                          |

### Сезон 3 (2017)
| № общий | № в сезоне | Название    | Режиссёр          | Автор сценария | Дата премьеры   | Зрители в Великобритании (млн) |
| ------- | ---------- | ----------- | ----------------- | -------------- | --------------- | ------------------------------ |
| 17      | 1          | «Episode 1» | Пол Эндрю Уильямс | Крис Чибнелл   | 27 февраля 2017 | 10.75                          |
| 18      | 2          | «Episode 2» | Пол Эндрю Уильямс | Крис Чибнелл   | 6 марта 2017    | 10.76                          |
| 19      | 3          | «Episode 3» | Пол Эндрю Уильямс | Крис Чибнелл   | 13 марта 2017   | 10.29                          |
| 20      | 4          | «Episode 4» | Дэниел Неттхейм   | Крис Чибнелл   | 20 марта 2017   | 10.46                          |
| 21      | 5          | «Episode 5» | Дэниел Неттхейм   | Крис Чибнелл   | 27 марта 2017   | 10.70                          |
| 22      | 6          | «Episode 6» | Льюис Арнольд     | Крис Чибнелл   | 3 апреля 2017   | 10.57                          |
| 23      | 7          | «Episode 7» | Пол Эндрю Уильямс | Крис Чибнелл   | 10 апреля 2017  | 10.66                          |
| 24      | 8          | «Episode 8» | Пол Эндрю Уильямс | Крис Чибнелл   | 17 апреля 2017  | 11.61                          |

## Рейтинги

### 1-й сезон
| Эпизод             | Дата           | Оф. ITV рейтинг (млн) | Недельная оценка | Доля (%) | Оф. ITV HD рейтинг (млн) | Оф. ITV +1 рейтинг (млн) | Всего ITV зрителей (млн) |
| ------------------ | -------------- | --------------------- | ---------------- | -------- | ------------------------ | ------------------------ | ------------------------ |
| Эпизод 1           | 4 марта 2013   | 7.43                  | 6                | 25.2     | 0.73                     | 0.91                     | 9.07                     |
| Эпизод 2           | 11 марта 2013  | 7.38                  | 6                | 23.2     | 0.70                     | 0.92                     | 9.01                     |
| Эпизод 3           | 18 марта 2013  | 8.29                  | 5                | 30.9     | 0.94                     | 0.42                     | 9.65                     |
| Эпизод 4           | 25 марта 2013  | 8.03                  | 8                | 22.3     | 0.88                     | 0.50                     | 9.42                     |
| Эпизод 5           | 1 апреля 2013  | 7.38                  | 6                | 24.5     | 0.91                     | 0.52                     | 8.81                     |
| Эпизод 6           | 8 апреля 2013  | 7.58                  | 7                | 27.7     | 0.85                     | 0.52                     | 8.95                     |
| Эпизод 7           | 15 апреля 2013 | 7.84                  | 6                | 28.9     | 1.17                     | 0.55                     | 9.56                     |
| Эпизод 8           | 22 апреля 2013 | 8.63                  | 3                | 34.2     | 1.26                     | 0.58                     | 10.47                    |
| Среднее по эпизоду | 2013           | 7.82                  | 6                | 27.1     | 0.93                     | 0.62                     | 9.37                     |

### 2-й сезон
| Эпизод             | Дата               | Оф. ITV SD рейтинг (млн) | Недельная позиция на ITV SD | Оф. ITV HD рейтинг (млн) | Оф. ITV +1 рейтинг (млн) | Всего зрителей (млн) |
| ------------------ | ------------------ | ------------------------ | --------------------------- | ------------------------ | ------------------------ | -------------------- |
| Эпизод 1           | 5 января 2015      | 8.99                     | 1                           | 1.87                     | 0.48                     | 11.34                |
| Эпизод 2           | 12 января 2015     | 7.29                     | 6                           | 1.78                     | 0.81                     | 9.88                 |
| Эпизод 3           | 19 января 2015     | 6.70                     | 7                           | 1.70                     | 0.87                     | 9.27                 |
| Эпизод 4           | 26 января 2015     | 6.75                     | 6                           | 1.70                     | 0.75                     | 9.20                 |
| Эпизод 5           | 2 февраля 2015     | 6.43                     | 9                           | 1.63                     | 0.85                     | 8.91                 |
| Эпизод 6           | 9 февраля 2015     | 6.84                     | 5                           | 1.98                     | 0.51                     | 9.33                 |
| Эпизод 7           | 16 февраля 2015    | 6.98                     | 4                           | 1.81                     | 0.54                     | 9.33                 |
| Эпизод 8           | 23 февраля 2015    | 7.66                     | 2                           | 2.13                     | 0.38                     | 10.17                |
| Среднее по эпизоду | Среднее по эпизоду | 7.21                     | 5                           | 1.83                     | 0.65                     | 9.68                 |

### 3-й сезон
| Эпизод             | Дата               | Оф. ITV SD рейтинг (млн) | Оф. ITV HD рейтинг (млн) | Оф. ITV +1 рейтинг (млн) | Всего зрителей (млн) | Недельная позиция на ITV |
| ------------------ | ------------------ | ------------------------ | ------------------------ | ------------------------ | -------------------- | ------------------------ |
| Эпизод 1           | 27 февраля 2017    | 8,28                     | 2,01                     | 0,45                     | 10,75                | 1                        |
| Эпизод 2           | 6 марта 2017       | 7,92                     | 2,35                     | 0,49                     | 10,76                | 1                        |
| Эпизод 3           | 13 марта 2017      | 7,44                     | 2,26                     | 0,58                     | 10,29                | 1                        |
| Эпизод 4           | 20 марта 2017      | 7,67                     | 2,37                     | 0,41                     | 10,46                | 1                        |
| Эпизод 5           | 27 марта 2017      | 7,78                     | 2,5                      | 0,42                     | 10,67                | 1                        |
| Эпизод 6           | 3 апреля 2017      | 7,58                     | 2,59                     | 0,4                      | 10,57                | 1                        |
| Эпизод 7           | 10 апреля 2017     | 7,56                     | 2,58                     | 0,52                     | 10,66                | 2                        |
| Эпизод 8           | 17 апреля 2017     | 8,44                     | 2,78                     | 0,39                     | 11,61                | 1                        |
| Среднее по эпизоду | Среднее по эпизоду | 7,84                     | 2,43                     | 0,46                     | 10,72                | 1                        |